# Salah Nooruddin
Salah Nooruddin, är en bahrainsk affärsman mest känd som före detta ordförande och delägare av fotbollsklubben Leeds United.
Nooruddin tillträdde som Leeds nye ordförande den 1 juli 2013 då han efterträdde Ken Bates och var kvar i Leeds Uniteds styrelse till 2014 då han avgick. Han är en del av GFH Capital, en investmentbank med huvudkontor i Bahrain, som äger en minoritetsandel (25%) av Leeds United.